# Trechalea macconnelli
Trechalea macconnelli är en spindelart som beskrevs av Pocock 1900. Trechalea macconnelli ingår i släktet Trechalea och familjen Trechaleidae. Inga underarter finns listade i Catalogue of Life.